# Boris Lukomskij
Boris Semënovič Lukomskij (in russo Борис Семёнович Лукомский?; 6 giugno 1951) è un ex schermidore sovietico, vincitore di una medaglia di bronzo nella scherma ai giochi olimpici e di 1 Coppa del Mondo di scherma.